# Ken Zazpi
Ken Zazpi (en èuscar, "menys 7") és un conjunt basc de música pop-rock format la tardor de 1996 a Gernika (Biscaia) per Jon Mikel Arronategi (baix elèctric d'Exkixu) i Eñaut Elorrieta (cantant de Lugarri). En aquell moment van editar un avanç del tema Bi eta bat (Dos i u) en el disc de col·lecció de la discogràfica GOR ("Aurtengo GORarkada 1"), amb el títol Ken Zazpi.
Fins al 2000 no van començar a treballar de debò. En aquest any els components que formen el grup avui dia es van reunir i van enregistrar una maqueta a Muxika (Biscaia) amb l'ajuda del músic Batiz (Fito & Fitipaldis). L'enregistrament es va portar a terme en la casa-estudi d'enregistrament de l'ex-integrant de Platero y tú Iñaki "Uoho" Antón.
Van editar el seu primer treball el maig del 2001 amb el nom d'Atzo da bihar. Aquest treball va tenir un gran èxit: en poc temps se'n van vendre 20.000 còpies i van passar a ser un grup conegut. Havent fet molts concerts, van treure el segon disc anomenat Bidean a l'abril del 2003, més intens i més dur que l'anterior, i que va estabilitzar l'estil de Ken7. Van trencar totes les marques de l'anterior disc i van demostrar la maduresa i l'estil propi del grup en una gira reeixida i multitudinària pels principals concerts d'Euskal Herria.
L'any 2005 van editar un disc acústic i en directe anomenat Gelditu Denbora. Als tres primers mesos en van vendre 12.000 còpies. Al grup se li van obrir nous camins, conquerint el públic i la crítica amb la seva versatilitat i musicalitat. A part dels clàssics concerts a l'aire lliure, va ser una gira memorable pels teatres d'Euskal Herria, venent totes les entrades i fent cantar a tot el públic de l'Euskalduna, el Printzipal, el Gaiarre, el Kursaal i l'Arriaga. Aquest any va ser fructífer pel grup de Gernika perquè van aconseguir sortir d'Euskal Herria.
Són remarcables els concerts fets a Catalunya, com per exemple l'actuació que van fer al Camp Nou davant de 70.000 persones al partit de futbol entre les seleccions catalana i basca el 8 d'octubre de 2006 amb una versió, també en català, de la cançó de Sopa de Cabra "Instants del temps", enregistrada amb Amaral, Bunbury i d'altres artistes al disc d'homenatge a Sopa de Cabra.
Però per sobre de tot això, KenZazpi és un grup que sempre manté les seves arrels, un grup compromès amb la seva cultura i identitat, i que ha fet diverses cançons per alguns moviments socials, com per exemple les cançons per l'Ibilialdia, l'Araba Euskaraz o Izarren Hautsa.
El 29 de novembre de 2007 sortí a la venda el seu darrer disc, titulat Argiak, i enregistrat en els estudis After Hours de Los Angeles.

## Discografia
- Atzo da bihar (L'ahir és el demà). Gor Diskak, 2001
  - 1 Zenbat min
  - 2 Malen
  - 3 Itxoiten
  - 4 Larrun
  - 5 Profetak
  - 6 Irri bat (original de Muse "Muscle Museum")
  - 7 Hotzikara
  - 8 Bi eta bat
  - 9 Badakit
  - 10 Zigortuta
  - 11 Ezer ez da betiko

- Bidean (En el camí). Gor Diskak, 2003
  - 1 Besarkatu
  - 2 Bidean
  - 3 Deiaren zai
  - 4 Haizea
  - 5 Iluntzean
  - 6 Barretan
  - 7 Ilargia (La Lluna)
  - 8 Debekatuta
  - 9 Amorrua
  - 10 Gutuna
  - 11 Zerraila

- Gelditu denbora (Parar el temps). Acústic, Gor Diskak, 2005
  - 1 Zenbat min
  - 2 Gau urdinak
  - 3 Bidean
  - 4 Zapalduen Olerkia (El poema dels Oprimits)
  - 5 Iluntzean
  - 6 Irudi biluztuak
  - 7 Gutuna
  - 8 Zu ez zaudenean
  - 9 Malen
  - 10 Haizea
  - 11 Batzutan
  - 12 Ilargia (La lluna)
  - 13 Talaieroen gogoetak

- Argiak (Llums). Oihuka, 2007
  - 1 Bihar 
  - 2 Ezezagunak
  - 3 Gernikan
  - 4 Itxaropena
  - 5 Nire lurrari
  - 6 Olatuz olatu
  - 7 Ez nau izutzen
  - 8 Gaueko argiak
  - 9 Irailaren 14a
  - 10 Kantu batekin
  - 11 Noizbait
  - 12 Trenaren zain

- Zazpi Urte Zuzenean (set anys en directe). Directe, 2009
  - 1 Ez nau izutzen
  - 2 Iluntzean
  - 3 Nire Lurrari
  - 4 Itxaropena
  - 5 Gutuna
  - 6 Olatuz Olatu
  - 7 Gernikan
  - 8 Ilargia
  - 9 Malen
  - 10 Bihar
  - 11 Gaueko argiak
  - 12 Haizea
  - 13 Zapalduen olerkia
  - 14 Noizbait
- Ortzemugak Begietan Elkar Argiak, 2010
  - 1 Hegoak astindu
  - 2 Hel nazazu eskutik
  - 3 Ihes betean
  - 4 Utzi nazazu
  - 5 Teloia jaisten denean
  - 6 Hemen gaude
  - 7 Eta azkenak hasera
  - 8 Itsasoa gara
  - 9 Bala bat lurpean
  - 10 Giltzak